# Diefmatten
 Diefmatten  là một xã thuộc tỉnh Haut-Rhin trong vùng Grand Est, đồng bắc Pháp. Xã này có diện tích 3,17 km², dân số năm 1999 là 265 người. Khu vực này có độ cao trung bình 300 mét trên mực nước biển.